# Astrid Stadler (Politikerin)

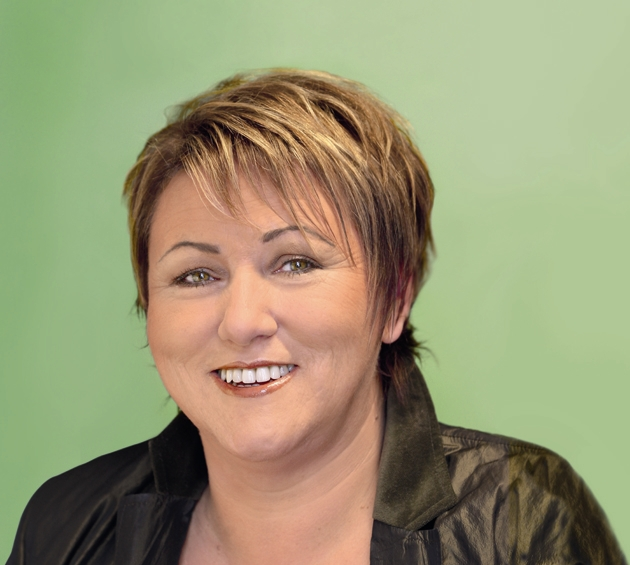
Astrid Stadler (2006)

Astrid Stadler (* 11. Mai 1961 in Arzl im Pitztal) ist eine österreichische Politikerin (ÖVP). Sie war von 2000 bis 2008 Abgeordnete zum Nationalrat. 

## Ausbildung und beruflicher Werdegang
Astrid Stadler besuchte von 1967 bis 1971 die Volksschule in Arzl im Pitztal; die Hauptschule in Imst-Unterstadt von 1971 bis 1975 und wechselte danach an das Musisch-pädagogische Realgymnasium Zams, wo sie 1979 mit der Matura abschloss. Von 1979 bis 1981 studierte sie Pharmazie an der Universität Innsbruck. Anschließend war sie bis 1986 bei der Hypo Bank Innsbruck beschäftigt und führte eine Fremdenpension von 1992 bis 1995.
2010 wurde sie zur Vizepräsidentin der Sportunion gewählt. 2013 erfolgte die Wahl zur Vorsitzenden der Bundes-Sportkonferenz, dem Leitungsorgan des Bundes-Sportförderungsfonds. Von Juni 2014 bis zum 21. April 2015 war sie Präsidentin des Österreichischen Bob- und Skeletonverbandes (ÖBSV).

## Politische Laufbahn
- 1992–2000: Mitglied des Gemeinderates von Arzl im Pitztal
- 1995–2000: Angestellte der Tiroler Volkspartei
- seit 1996: Bezirksleiterin der Österreichischen Frauenbewegung, Bezirk Imst
- 2000–2008: Abgeordnete zum Nationalrat
- 2004-Mitte 2014: Landesgeschäftsführerin des AAB Tirol

## Privat
Astrid Stadler ist verwitwet und Mutter von zwei Kindern.